# 1889 год в кино

## События
- Eastman Kodak стала первой компанией, которая начала промышленное производство плёнки на гибкой прозрачной основе целлулоида.
- Впервые движущееся изображение зафиксировано на целлулоидной плёнке британским изобретателем Уильямом Фризе-Грином в Гайд-парке в Лондоне.
- Вордсворт Донисторп изобретает кинесиграф, который может делать круглые фотографии на 68 мм плёнку.
- Уильям Диксон завершает работу над цилиндрами для кинетоскопа в лаборатории Томаса Эдисона (возможно это произошло в 1890 году). «Шалости» становятся первым фильмом снятым по этой системе и вообще первым американским фильмом.
- Создана национальная производственная фирма «Atelier Apollo», учреждённая Карлом Стольбергом для съёмок финского кино.

## Фильмы
- «Неторопливые пешеходы, омнибусы с открытым верхом и кэбы со скачущими лошадьми» (англ. Leisurely pedestrians, open topped buses and hansom cabs with trotting horses), Великобритания (реж. Уильям Фризе-Грин).
- «Шалости» (англ. Monkeyshines), США (реж. Уильям Диксон, Уильям Хейз (англ. William Heise)).

## Родились
- 23 января — Франклин Пэнгборн (англ. Franklin Pangborn), американский актёр (умер в 1958 году).
- 3 февраля — Карл Теодор Дрейер, датский кинорежиссёр-новатор (умер в 1968 году).
- 8 февраля — Зигфрид Кракауэр, немецкий кинокритик, один из самых влиятельных теоретиков кинематографа (умер в 1966 году).
- 23 февраля — Мюзидора, французская актриса, сценарист, режиссёр (умерла в 1957 году).
- 16 апреля — Чарли Чаплин, американский и британский киноактёр, сценарист, композитор и режиссёр (умер в 1977 году).
- 26 апреля — Анита Лус, американская писательница и сценарист (умерла в 1981 году).
- 3 мая — Бьюла Бонди, американская актриса (умерла в 1981 году).
- 20 мая — Карин Муландер, шведская актриса (умерла в 1978 году).
- 31 мая — Эфин Сейлер, британская актриса (умерла в 1990 году).
- 11 июня — Уэсли Рагглз, американский режиссёр, продюсер (умер в 1972 году).
- 15 июня — Залька Виртель (англ. Salka Viertel), австро-венгерская актриса и сценарист (умерла в 1978 году).
- 11 июля — Амлето Палерми, итальянский режиссёр театра и кино, сценарист, актёр и монтажёр (умер в 1941 году).
- 27 июля — Вера Каралли, русская актриса, балерина (умерла в 1972 году).
- 24 августа — Том Лондон (англ. Tom London), американский актёр (умер в 1963 году).